# Jean Bousquet (homme politique)
Pour les articles homonymes, voir Jean Bousquet et Bousquet.
Jean Bousquet, né le 30 mars 1932 à Nîmes, est un entrepreneur et homme politique français.

## Biographie

### Carrière professionnelle
Il est le fils d'un réparateur de machine à coudre. Titulaire d'un CAP de tailleur, il devient modéliste à Paris après avoir travaillé cinq ans chez un grand tailleur de Nîmes, Lorenzi. Il crée la marque Cacharel en 1958, du nom du célèbre oiseau de Camargue. Marque phare des années 1960-1970, qui reçoit l'« Oscar de l'exportation » de la part du président Valéry Giscard d'Estaing, Cacharel passe dans la vie de Jean Bousquet derrière sa carrière politique lorsqu'il devient maire de Nîmes en 1983, bien qu'il déménage le siège de l'entreprise dans la ville. Aujourd'hui encore, cette marque est très en vogue, notamment avec sa célèbre gamme de parfums et le Liberty qui est revenu à la mode.
En 1982, il devient président de Nîmes Olympique, le club de football de la ville de Nîmes.

### Carrière politique
Il est élu à la mairie de Nîmes en 1983 contre le maire PCF sortant Émile Jourdan avec l'étiquette UDF-radical. Il effectue deux mandats à la mairie, où il reste de 1983 à 1995.
Entretemps, tête de liste aux élections législatives de 1986 de la liste UDF, qui recueille 72 819 voix, soit 24,68 %, il est élu député du Gard de 1986 à 1988. Il sera constamment réélu jusqu'en 1997.
Qualifié par certains de « maire visionnaire et ambitieux », par d'autres de « mégalomane », il fait réaliser de nombreuses constructions (Carré d'Art, stade des Costières, Nemausus 1, L'Abribus de Philippe Starck, Les Halles de Jean-Michel Wilmotte, le quartier Ville Active...). Il participe fortement au développement de Nîmes durant les années 1980, rend les feria de Nîmes mondialement connues en créant des bodégas très mondaines où le tout-Paris se côtoie, Nîmes est alors comparé à Saint-Tropez pour sa chaleur, sa beauté mais aussi son ambiance festive dès l'arrivée du printemps. À la fin de son mandat en 1995, avec une dette de 2,4 milliards de francs, Nîmes se classait parmi les dix villes françaises les plus endettées et a failli être mise sous tutelle préfectorale.
Sa succession, en 1995, mena à une guerre fratricide entre lui et son premier adjoint de l'époque, Camille Lapierre, et mena à la victoire du communiste Alain Clary.
En 1996, en première instance, il fut condamné à un an de prison ferme dans diverses affaires d'abus de biens sociaux, abus commis au début des années 1990, alors qu'il était maire de la ville. En juillet 1997, la Cour d'appel réforme le jugement et lui inflige deux ans de prison avec sursis.
Il a vécu au domaine de Roquecourbe à Marguerittes ; aujourd'hui, ce domaine appartient à un couple franco-américain.

### Retraite
En 2015, le conseil municipal de Nîmes donne son nom au musée d'art contemporain Carré d'art, afin de, selon Jean-Paul Fournier : « rendre hommage [à son] talent de visionnaire »,.
La même année, il annonce la relance de Cacharel, avec la réouverture de nombreuses boutiques notamment à Paris, Lille et Marseille. Une nouvelle boutique Cacharel est inaugurée à Nîmes, sa ville natale, en septembre 2016.

## Mandats
- Maire de Nîmes (1983-1995)
- Député de la 1re circonscription du Gard (1986-1997)